# Cirkulane község
Cirkulane község (szlovén nyelven Občina Cirkulane) Szlovénia 212 alapfokú közigazgatási egységének, azaz községének egyike a Podravska statisztikai régióban. A község a Dráva folyó jobb partja és a horvát határ között fekszik. Adminisztratív központja Cirkulane település. A község a történelmi szlovén Stájerország (Štajersko) régió része. 

## A községhez tartozó települések
A községhez Cirkulane székhelyen kívül a következő települések tartoznak:
- Brezovec
- Dolane
- Gradišča
- Gruškovec
- Mali Okič
- Medribnik
- Meje
- Paradiž
- Pohorje
- Pristava
- Slatina
- Veliki Vrh

## Népesség
| Lakosok száma | 2278 | 2296 | 2294 | 2298 | 2303 | 2312 | 2301 | 2331 | 2362 | 2374 |
|               | 2008 | 2009 | 2011 | 2012 | 2013 | 2015 | 2016 | 2017 | 2019 | 2020 |